# Mount Weeks
Mount Weeks ist ein Tafelberg in der antarktischen Ross Dependency. Er ragt 10 km nördlich des Cranfield Peak am Westrand des Prinz-Andrew-Plateaus in der Queen Elizabeth Range des Transantarktischen Gebirges auf.
Teilnehmer der New Zealand Geological Survey Antarctic Expedition (1961–1962) benannten ihn nach Leutnant James W. Weeks (1936–2013) von der United States Navy, Pilot bei Aufklärungs- und Versorgungsflügen während dieser Forschungsreise.